# ATCコード D08
ATCコード D08（消毒薬と殺菌剤）は、解剖治療化学分類法（ATCコード）の治療法メイングループによる分類の一つ。世界保健機関が割り当てた英数字のコード体系であり、医薬品その他の医療用品の分類を示す。分類コードD08は解剖学的部位に基づいた分類コードD（皮膚）の下位分類である。
獣医学の分野で用いる場合は、ヒト用であるATCコードの先頭に文字Qを付加し、QD08... のように表記する（ATCvetコード）。ATCvetコードのうち、ヒト用のATCコードに対応するものがない分類については、後述の一覧にてコード先頭に文字Qを明記して示す。
ATCコードで分類できないものがある場合は、内国レベルの事案に関して、世界保健機関が割り当てていない未使用コードを追加拡張して使用することが可能である。

## D08A 消毒薬と殺菌剤

### D08AA アクリジン誘導体
D08AA01 エタクリジンラクタート (Ethacridine lactate)
D08AA02 アミノアクリジン (Aminoacridine)
D08AA03 オイフラビン (Euflavine)
QD08AA99 アクリジン誘導体、配合 (Acridine derivatives, combinations)

### D08AC ビグアニドとアミジン
D08AC01 ジブロムプロパミジン (Dibrompropamidine)
D08AC02 クロルヘキシジン (Chlorhexidine)
D08AC03 プロパミジン (Propamidine)
D08AC04 ヘキサミジン (Hexamidine)
D08AC05 ポリヘキサニド (Polihexanide)
D08AC52 クロルヘキシジン、配合 (Chlorhexidine, combinations)
QD08AC54 ヘキサミジン、配合 (Hexamidine, combinations)

### D08AE フェノールと誘導体
D08AE01 ヘキサクロロフェン (Hexachlorophene)
D08AE02 ポリクレスレン (Policresulen)
D08AE03 フェノール (Phenol)
D08AE04 トリクロサン (Triclosan)
D08AE05 クロロキシレノール (Chloroxylenol)
D08AE06 ビフェニルオール (Biphenylol)
QD08AE99 フェノールと誘導体、配合 (Phenol and derivatives, combinations)

### D08AF ニトロフラン誘導体
D08AF01 ニトロフラール (Nitrofural)

### D08AG ヨウ素製剤
D08AG01 ヨウ素/オクチルフェノキシポリグリコールエーテル (Iodine/octylphenoxypolyglycolether)
D08AG02 ポビドンヨード (Povidone-iodine)
D08AG03 ヨウ素 (Iodine)
D08AG04 ジヨードヒドロキシプロパン (Diiodohydroxypropane)
QD08AG53 ヨウ素、配合 (Iodine, combinations)

### D08AH キノリン誘導体
D08AH01 デカリニウム (Dequalinium)
D08AH02 クロルキナルドール (Chlorquinaldol)
D08AH03 オキシキノリン (Oxyquinoline)
D08AH30 クリオキノール (Clioquinol)

### D08AJ 第四級アンモニウム化合物
D08AJ01 ベンザルコニウム (Benzalkonium)
D08AJ02 セトリモニウム (Cetrimonium)
D08AJ03 セチルピリジニウム (Cetylpyridinium)
D08AJ04 セトリミド (Cetrimide)
D08AJ05 塩化ベンゾキソニウム (Benzoxonium chloride)
D08AJ06 塩化ジデシルジメチルアンモニウム (Didecyldimethylammonium chloride)
D08AJ08 塩化ベンゼトニウム (Benzethonium chloride)
D08AJ57 オクテニジン、配合 (Octenidine, combinations)
D08AJ58 塩化ベンゼトニウム (Benzethonium chloride, combinations)
D08AJ59 臭化ドデクロニウム、配合 (Dodeclonium bromide, combinations)

### D08AK 水銀製剤
D08AK01 アミノ水銀(II)クロリド (Mercuric amidochloride)
D08AK02 ホウ酸フェニル水銀(II) (Phenylmercuric borate)
D08AK03 塩化水銀(II) (Mercuric chloride)
D08AK04 マーキュロクロム (Mercurochrome)
D08AK05 水銀、金属  (Mercury, metallic)
D08AK06 チメロサール (Thiomersal)
D08AK30 ヨウ化水銀(II) (Mercuric iodide)
QD08AK52 ホウ酸フェニル水銀(II)、配合 (Phenylmercuric borate, combinations)

### D08AL 銀化合物
D08AL01 硝酸銀 (Silver nitrate)
D08AL30 銀 (Silver)

### D08AX その他の消毒薬と殺菌剤
D08AX01 過酸化水素 (Hydrogen peroxide)
D08AX02 エオシン (Eosin)
D08AX03 プロパノール (Propanol)
D08AX04 トシルクロルアミドナトリウム (Tosylchloramide sodium)
D08AX05 イソプロパノール (Isopropanol)
D08AX06 過マンガン酸カリウム (Potassium permanganate)
D08AX07 次亜塩素酸ナトリウム (Sodium hypochlorite)
D08AX08 エタノール (Ethanol)
D08AX53 プロパノール、配合 (Propanol, combinations)